# Oakland (New Jersey)
Oakland ist eine Stadt im Bergen County, New Jersey, USA. Das U.S. Census Bureau hat bei der Volkszählung 2020 eine Einwohnerzahl von 12.748 ermittelt.

## Geographie
Die geographischen Koordinaten der Stadt sind 41°1'44" nördliche Breite und 74°14'14" westliche Länge.
Nach den Angaben des United States Census Bureaus hat die Stadt eine Gesamtfläche von 22,7 km2, wovon 22,3 km2 Land und 0,4 km2 (1,71 %) Wasser ist.

## Geschichte
Der National Park Service weist für Oakland fünf Häuser im National Register of Historic Places (NRHP) aus (Stand 29. November 2018), darunter das Demarest House.

## Demographie
Nach der Volkszählung von 2000 gibt es 12.466 Menschen, 4255 Haushalte und 3565 Familien in der Stadt. Die Bevölkerungsdichte beträgt 559,7 Einwohner pro km2. 94,76 % der Bevölkerung sind Weiße, 0,78 % Afroamerikaner, 0,06 % amerikanische Ureinwohner, 2,70 % Asiaten, 0,01 % pazifische Insulaner, 0,70 % anderer Herkunft und 0,99 % Mischlinge. 3,87 % sind Latinos unterschiedlicher Abstammung.
Von den 4255 Haushalten haben 39,5 % Kinder unter 18 Jahren. 74,4 % davon sind verheiratete, zusammenlebende Paare, 6,4 % sind alleinerziehende Mütter, 16,2 % sind keine Familien, 12,8 % bestehen aus Singlehaushalten und in 5,0 % Menschen sind älter als 65. Die Durchschnittshaushaltsgröße beträgt 2,88, die Durchschnittsfamiliengröße 3,15.
25,4 % der Bevölkerung sind unter 18 Jahre alt, 5,2 % zwischen 18 und 24, 30,9 % zwischen 25 und 44, 25,8 % zwischen 45 und 64, 12,7 % älter als 65. Das Durchschnittsalter beträgt 39 Jahre. Das Verhältnis Frauen zu Männer beträgt 100:95,5, für Menschen älter als 18 Jahre beträgt das Verhältnis 100:94,0.
Das jährliche Durchschnittseinkommen der Haushalte beträgt 86.629 USD, das Durchschnittseinkommen der Familien 93.695 USD. Männer haben ein Durchschnittseinkommen von 62.336 USD, Frauen 41.092 USD. Der Prokopfeinkommen der Stadt beträgt 35.252 USD. 1,7 % der Bevölkerung und 0,9 % der Familien leben unterhalb der Armutsgrenze, davon sind 2,2 % Kinder oder Jugendliche jünger als 18 Jahre und 2,3 % der Menschen sind älter als 65.